# Alessandro Barsanti

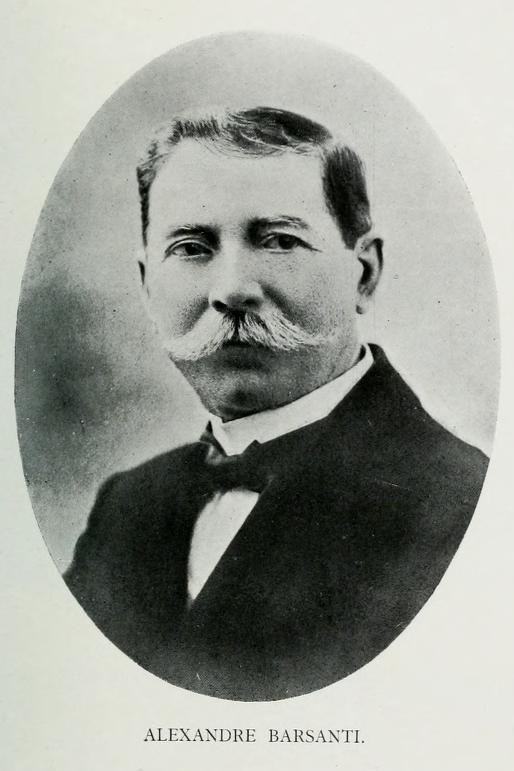
Alessandro Barsanti

Alessandro Barsanti (* 28. August 1858 in Alexandria; † 24. Oktober 1917 in Kairo), auch Alexandre Barsanti, war ein italienischer Ägyptologe.

## Leben
Alessandro Barsanti stammte aus einer toskanischen Familie und absolvierte das Accademia di Belle Arti in Florenz. Nach seiner Rückkehr nach Ägypten wurde er von Gaston Maspero als Restaurator und Künstler für das Kairener Museum eingestellt, seit 1891 trug er den Titel eines „Conservateur-Restaurateur“.
1892 arbeitete er mit Jacques de Morgan in Oberägypten, 1894–1894 assistierte er Georges Daressy bei dessen Arbeiten im Tempel von Medinet Habu, 1895–1896 war er in Nubien an der Rettung der durch den Bau des 1. Assuan-Staudamms bedrohten Denkmäler beteiligt. Von 1899 bis 1904 arbeitete er in Sakkara. Er grub unter anderem die unfertigen Pyramiden des Baka und des Chaba in Zaujet el-Arjan sowie den Totentempel des Unas aus.

## Veröffentlichungen (Auswahl)
Siehe das Schriftenverzeichnis in Annales du service des antiquités de l’Égypte. Band 17, 1917, ISSN 1687-1510, S. 258–260 (Digitalisat – Internet Archive).
- Fouilles autour de la pyramide d’Ounas. (1899–1890). In: Annales du service des antiquités de l’Égypte Band 1, 1900, S. 149–190. 230–285; Textarchiv – Internet Archive.
- Rapport sur la fouille de Dahchour (1902). In: Annales du service des antiquités de l’Égypte Band 3, 1902, S. 198–202; Textarchiv – Internet Archive.
- Fouilles de Zaouiét el-Aryán (1904–1905). In: Annales du service des antiquités de l’Égypte Band 7, 1906, S. 257–287; Textarchiv – Internet Archive.
- Fouilles de Zaouiét el-Aryán (1911–1912). In: Annales du service des antiquités de l’Égypte Band 12, 1912, S. 57–63; Textarchiv – Internet Archive.